# روش تحلیل سیاسی
روش تحلیل سیاسی، استفاده از یک روش علمی برای تحلیل رویدادها و پدیده‌های سیاسی است. از آنجا که یک روش واحد برای تحلیل همه پدیده‌های سیاسی وجود ندارد، لازم است برای تحلیل هر پدیده ای یا رویدادی از روش علمی شناخته شده متناسب با موضوع تحلیل استفاده شود. شاید بتوان گفت ده‌ها روش برای تحلیل تحولات روز سیاسی وجود دارد که تحلیلگر بر اساس دانش خود می‌تواند از میان آن روش‌ها روشی را که مناسب تر باشد برای ارائه درک بهتری از پیچیدگی‌های تحولات سیاسی انتخاب کند. آنچه که مهم به نظر می‌رسد ارائه دیدگاهی جدید دربارهٔ یک پدیده سیاسی است که پیش از این اتفاق نیفتاده باشد. کار اصلی تحلیلگر ساده‌سازی و حل کردن مسائل پیچیده و تحولات مربوط به یک رویداد خبری برای مخاطبان خود است.

## ارکان تحلیل
برای آنکه یک تحلیل شکل بگیرد لازم است سه رکن اصلی داشته باشیم. نخست خبر یا پدیده ای به وجود آمده یا اتفاق افتاده باشد. دوم اطلاعات مربوط به آن خبر به صورت دسته‌بندی شده و روندهای گذشته مورد توجه تحلیلگر قرار بگیرد. سوم کشف ارتباط بین پدیده مورد بررسی با سایر تحولات مرتبط با همان خبر یا پدیده. علاوه بر این سه رکن اساسی که اگر نباشند تحلیل شکل نمی‌گیرد. ارکان فرعی هم در تحلیل وجود دارد که مهم‌ترین آن‌ها عبارتند از:
- شناخت عوامل ایجادکننده و اجزاء تشکیل دهنده پدیده و نیز تأثیرات آن‌ها بر سایر پدیده‌ها که حتماً باید مورد توجه قرار گیرد.
- شناخت بازیگران اصلی و فرعی برای تحلیل هر رویدادی لازم است بازیگران اصلی آن رویداد مشخص شود.
- منافع، اهداف، برنامه‌ریزی‌ها ی آن‌ها مورد بررسی قرار گیرد، تا تحلیلگر بتواند نتایج حاصل از عملکرد آن‌ها را در قالب فرصت‌ها و تهدیدها و نقاط قوت و ضعف آن بازیگران شناسایی کند.[۲][۱][۳][۴]